# Ісаєвичі
Ісаєвичі (пол. Isajewicz, рос. Исаевичи) — малоросійський дворянський рід.

## Походження
Рід походить від Баришівського сотника Мирона Гавриловича Ісаєвича, який володів селами в 1678 р.
Рід внесений в ІІ частину родовідної книги Чернігівської губернії.

## Опис герба
В червоному полі зображені лук та дві срібні стріли, обернені вістрями вверх.
Щит увінчаний дворянським шоломом та короною, на поверхні якої позначена зігнута в латах рука з мечем. Намет на щиті червоний підкладений.
Герб роду Ісаєвичів внесений в Частину 9 Загального гербовника дворянських родів Всеросійської імперії, стр. 108.